# Február 17.
Február 17. az év 48. napja a Gergely-naptár szerint. Az évből még 317 (szökőévekben 318) nap van hátra.
Névnapok: Donát + Ajándok, Alex, Donátó, Egyed, Elek, Emőd, Lukács, Rex

## Események

### Politikai események
- 1568 – Szokoli Mehmed török nagyvezír és II. Miksa német-római császár, magyar király megkötik a Drinápolyi békét, melynek értelmében Miksa évi 30 000 arany fizetésére kötelezi magát.
- 1867 – Megszületik a Kiegyezés. I. Ferenc József osztrák császár, magyar király – Deák Ferenc javaslatára – Gróf Andrássy Gyulát nevezi ki magyar miniszterelnöknek. Létrejön a dualisztikus államszerkezetű Osztrák–Magyar Monarchia. Koszovó címere

Koszovó címere

- 1923 – A Bukaresti Apostoli Nunciatura – a Román Királysághoz csatolt – 153 csanádi egyházmegyei plébániát (Temesvár székhellyel) apostoli kormányzósággá nyilvánítja.
- 1941 - Az U-101-es német tengeralattjáró torpedóval elsüllyeszti az SS Gairsoppa angol teherhajót
- 2008 – A pristinai parlament egyértelműen elfogadja Koszovó függetlenségét. Szerbiatól

### Tudományos és gazdasági események
- 1972 - A Volkswagen Bogár eladott darabszámban megelőzte a Ford T-modellt.
- 1996 – Elindul az amerikai NEAR űrszonda, amely később az Eros kisbolygó holdja lesz.

### Kulturális események
- 2006 – Tallinnban megnyitották a Kumu szépművészeti múzeumot.

### Egyéb események
- 2011 - Hajdúsámson területén ezen a napon mérték az adott év legvastagabb hótakaróját (54 cm) Magyarországon.[1]

## Születések
- 1524 – Charles de Lorraine lotaringiai bíboros, reims-i érsek († 1574)
- 1653 – Arcangelo Corelli olasz barokk zeneszerző, hegedűművész († 1713)
- 1788 – Ungvárnémeti Tóth László magyar költő († 1820)
- 1844 – Kozma Ferenc pedagógus, művelődésszervező, publicista, az MTA tagja († 1920)
- 1866 – Kallós Ede magyar szobrászművész († 1950)
- 1878 – Czabán Samu néptanító, újságíró († 1942)
- 1888 – Otto Stern német származású, Nobel-díjas-as fizikus († 1969)
- 1865 – Ernst Troeltsch német evangélikus teológus, vallásfilozófus, történetfilozófus († 1923)
- 1908 – Szabó Imre magyar színész († 2002)
- 1910 – Filo-Fischer Ilona (Mihályfi Ernőné) magyar plakáttervező, alkalmazott grafikus, érdemes művész († 1986)
- 1913 – René Leibowitz lengyelországi születésű francia karmester, zeneszerző, zenetanár († 1972)
- 1916 – Raf Vallone olasz színész, filmszínész († 2002)
- 1925 – Peterdi Pál magyar sportoló, edző, sportújságíró, humorista, író († 2000)
- 1927 – Horváth Pál magyar színész, szinkronszínész († 1987)
- 1927 – Juan Almeida Bosque kubai politikus († 2009)
- 1927 – Orosz György Jászai Mari-díjas rendező († 2025)
- 1931 – Kondor Béla kétszeres Munkácsy-díjas festőművész, grafikus († 1972)
- 1934 – Alan Bates angol színész († 2003)
- 1935 – Jan Bouzek cseh régészprofesszor, ókortörténész († 2020)
- 1937 – Balázs-Piri Balázs villamosmérnök, grafikus, karikaturista († 2014)
- 1941 – Julia McKenzie angol színésznő
- 1948 – Cserhalmi György Kossuth- és Balázs Béla-díjas magyar színművész, a nemzet színésze
- 1954 – Eperjes Károly Kossuth-díjas magyar színművész
- 1956 – Nógá Álón izraeli matematikus
- 1957 – Loreena McKennitt kanadai énekes, hárfa- és zongoraművész
- 1960 – Obersovszky Péter magyar újságíró, szerkesztő, műsorvezető  († 2015)
- 1960 – Végh Péter Aase-díjas magyar színész
- 1960 – Zillich Beatrix magyar színésznő
- 1961 – Meir Kessler rabbi
- 1963 – Michael Jordan amerikai kosárlabdázó
- 1963 – Huang Zsen-hszün tajvani születésű, Amerikai Egyesült Államokban élő vállalkozó és üzletember
- 1970 – Bíró Kriszta Jászai Mari-díjas és Aase-díjas magyar színésznő
- 1971 – Denise Richards amerikai színésznő
- 1972 – Billie Joe Armstrong amerikai zenész
- 1973 – Ónodi Eszter Jászai Mari-díjas magyar színésznő
- 1973 – Fekete Attila Liszt Ferenc-díjas magyar operaénekes
- 1978 – Ashton Holmes amerikai színész
- 1979 – Hizaki japán zenész
- 1980 – Zachary Bennett kanadai színész
- 1981 – Joseph Gordon-Levitt amerikai színész
- 1987 – Ísis Valverde brazil színész
- 1988 – Natascha Kampusch osztrák televíziós műsorvezető
- 1989 – Beata Falk svéd tájfutó
- 1991 – Bonnie Wright angol színésznő
- 1991 – Ed Sheeran angol énekes, dalszövegíró
- 1993 – Medveczky Balázs magyar színész

## Halálozások
- 1600 – Giordano Bruno itáliai tudós, filozófus, csillagász (* 1548)
- 1673 – Molière francia drámaíró, színész (* 1622)
- 1758 – Csepregi Turkovitz Ferenc tanár, költő (* ?)
- 1796 – James MacPherson skót költő, író (* 1736)
- 1827 – Johann Heinrich Pestalozzi svájci pedagógus (* 1746)
- 1856 – Heinrich Heine német költő, író  (* 1797)
- 1866 – Kiss Károly katonatiszt, hadtörténész, költő, író, az MTA tagja (* 1793)
- 1875 – Friedrich Wilhelm Argelander német csillagász (* 1799)
- 1912 – Alois Lexa von Aehrenthal gróf, osztrák politikus, az Osztrák–Magyar Monarchia külügyminisztere (* 1854)
- 1916 – Konkoly Thege Miklós magyar csillagász (* 1842)
- 1934 – I. Albert belga király (* 1875)
- 1962 – Bruno Walter német karmester (* 1876)
- 1963 – Rozsos István magyar színész (* 1922)
- 1966 – Alfred P. Sloan a General Motors elnöke és vezérigazgatója 1923–1956 között (* 1875)
- 1970 – G. Váczi Lajos magyar gazdálkodó, kisgazda politikus, országgyűlési képviselő (* 1891)
- 1977 – Péter Rózsa Kossuth-díjas magyar matematikus (* 1905)
- 1982 – Thelonious Monk amerikai dzsessz-zongorista, zeneszerző (* 1917)
- 1994 – Varjú Vilmos olimpiai bronzérmes, kétszeres Európa-bajnok súlylökő (* 1937)
- 1998 – Wass Albert erdélyi magyar költő, író (* 1908)
- 2003 – Andorka Eszter magyar evangélikus lelkész (* 1970)
- 2007 – Maurice Papon francia politikus, Gironde megye prefektusa, költségvetési miniszter (* 1910)
- 2010 – David Lelei kenyai atléta (* 1971)
- 2020 – Georgij Sengelaja szovjet-grúz filmrendező, forgatókönyvíró, színész (* 1937)
- 2022 – Fenyvesi Máté Európa-bajnoki bronzérmes magyar labdarúgó, országgyűlési képviselő (* 1933)
- 2022 – Hollai Kálmán magyar színész (* 1949)
- 2025 – Gene Hackman kétszeres Oscar-díjas amerikai színész (* 1930)

## Ünnepek, emléknapok, világnapok
- Quirinalia ünnepe az ókori Rómában
- Az ortodox egyházak naptárában Szent Pulcheria és férje, Szent Marcianus keletrómai császár napja
- Koszovó: A függetlenség napja[2] Szerbiától. (2008)

## Február 17-éhez kapcsolódó információk
Február 17-én a harmincéves napi maximum átlaghőmérséklet Magyarországon +3 °C.